# Red (album, Taylor Swift)
Red je čtvrté studiové album americké zpěvačky Taylor Swift. Album bylo nahráno u společnosti Big Machine Records a vydáno 22. října 2012. Z alba pochází singly "We Are Never Ever Getting Back Together" a "Begin Again".
Během prvního týdne prodeje v USA se prodalo 1 208 000 kusů alba. Tím album debutovalo na první příčce žebříčku Billboard 200 a současně se stalo nejrychleji se prodávaným albem posledních deseti let. Celkem se v USA prodalo 3,62 milionů kusů.

## Singly
První singl "We Are Never Ever Getting Back Together" se umístil na první příčce US žebříčku Billboard Hot 100 a získal ocenění 2x platinový singl. Druhý singl "Begin Again" debutoval na sedmé příčce.
K albu také byly vydány promo singly "Red" (6. příčka), "I Knew You Were Trouble" (3. příčka) a "State of Grace" (13. příčka).
Mimo nich se po vydání alba v žebříčku umístily písně "22" (44. příčka), "I Almost Do" (65. příčka), "Everything Has Changed" (67. příčka), "All Too Well" (80. příčka) a "Stay Stay Stay" (91. příčka).

## Seznam písní

### Standard
1. "State of Grace"
2. "Red"
3. "Treacherous"
4. "I Knew You Were Trouble"
5. "All Too Well"
6. "22"
7. "I Almost Do"
8. "We Are Never Ever Getting Back Together"
9. "Stay Stay Stay"
10. "The Last Time" (featuring Gary Lightbody ze Snow Patrol)
11. "Holy Ground"
12. "Sad Beautiful Tragic"
13. "The Lucky One"
14. "Everything Has Changed" (featuring Ed Sheeran)
15. "Starlight"
16. "Begin Again"

### Deluxe Edition
1. "The Moment I Knew"
2. "Come Back... Be Here"
3. "Girl at Home"
4. "Treacherous" (Original Demo)
5. "Red" (Original Demo Recording)
6. "State of Grace" (Acoustic Version)

## Mezinárodní žebříčky
| Země                 | Umístění |
| -------------------- | -------- |
| Austrálie            | 1        |
| Kanada               | 1        |
| UK Albums Chart      | 1        |
| US Billboard 200     | 1        |
| US Billboard Country | 1        |